# Voyageur de beauté néerlandais
Le Voyageur de beauté néerlandais, en néerlandais Nederlandse schoonheidspostduif (N.S.P.), est une race de pigeon domestique originaire des Pays-Bas. Il appartient au groupe des races des pigeons de forme.

## Origine
La race est créée durant la première moitié du XXe siècle au Pays-Bas, lors d'un travail de sélection sur plusieurs races de pigeons voyageurs. Parmi les races utilisées se trouvent des pigeons de Maurice Delbar, éleveur à Renaix, qui étaient connus pour leur capacité de voler sur de longues distances. Ceux-ci sont croisés avec des pigeons de beauté allemand. Le but était d'obtenir un beau pigeon de vol destiné aux expositions. Le standard de la race est officiellement arrêté en 1947 aux Pays-Bas,. Elle est classée dans la catégorie « Pigeon de forme ».

## Description
Pigeon de forme destiné aux expositions, il est avant tout noté sur sa posture et allure. C'est un oiseau fort, de taille moyenne et au port horizontal. La longueur de son front et l'arrondi de la tête sont modérés, donnant des femelles élégantes tandis que la tête des mâles est plus grossière. Les yeux sont rouge ou orange. Le dos et les ailes sont larges, et la queue assez courte. La race se présente sous diverses couleurs. En fonction de la couleur de son plumage, une couleur particulière sera recherchée pour le bec, les pattes et le contour des yeux,.

## Élevage
La race est fertile. Un couple peut réaliser plusieurs couvées et donner naissance entre huit et dix jeunes dans l'année. Bons parents, un couple de Voyageur de beauté néerlandais est très appréciée comme parents nourriciers pour élever des jeunes d'autres races.

## Diffusion
La race se diffuse en Allemagne où elle est officiellement reconnue en 2002.